# Danmarks Faste Repræsentation ved Den Europæiske Union
Danmarks Faste Repræsentation ved Den Europæiske Union eller blot EU-Repræsentationen Bruxelles er Danmarks største diplomatiske repræsentation i udlandet. I alt beskæftiger repræsentationen 95 ansatte og ledes af ambassadør og fast repræsentant Jonas Bering Liisberg. 
Repræsentationens hovedopgave er at varetage Danmarks interesser i EU, både i forhold til Europa-Kommissionen, Europa-Parlamentet og Ministerrådet. Konkret sker det ved at være repræsenteret i de faste repræsentanters komité, COREPER, ligesom man bistår de danske ministre ved rådsmøder og topmøder. Mandatet for forhandlingerne fastlægges af regeringen og forelægges Europaudvalget før møderne.